# Europejska Konfederacja Piłki Siatkowej

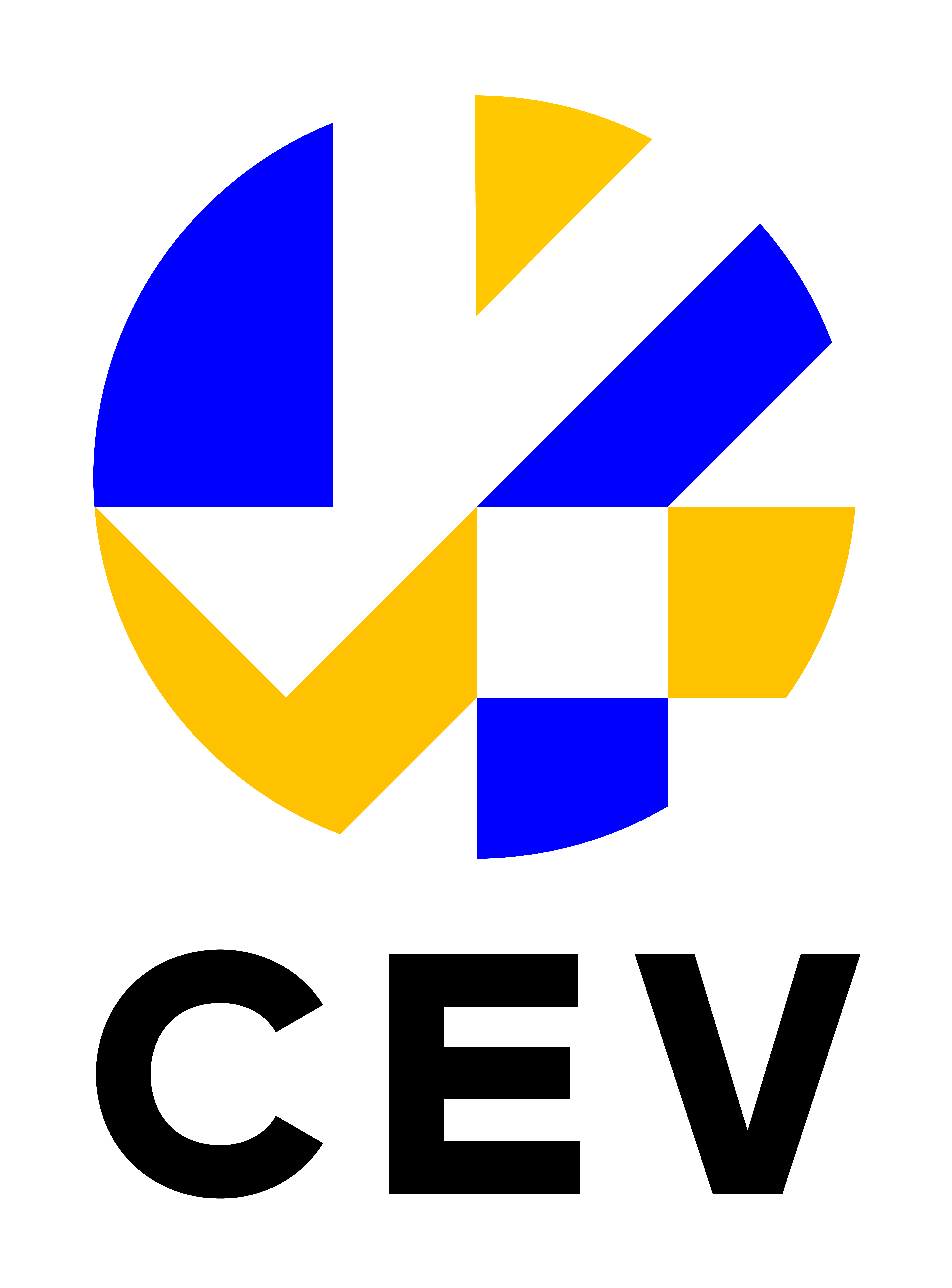

Europejska Konfederacja Piłki Siatkowej (oficjalny skrót CEV, od fra. Confédération Européenne de Volleyball) – międzynarodowa organizacja sportowa z siedzibą w Luksemburgu, założona 21 października 1963, zrzeszająca wszystkie 56 europejskich krajowych związków piłki siatkowej, zajmująca się koordynowaniem rozwoju piłki siatkowej w Europie. Stanowisko jej prezydenta piastuje Chorwat Roko Sikirić.
CEV jest odpowiedzialna za organizowanie wszelkich oficjalnych międzynarodowych rozgrywek siatkarskich (siatkówki halowej) w Europie, zarówno żeńskich, jak i męskich, na szczeblu:
- klubowym (w ramach wszystkich trzech europejskich pucharów):
  - Ligi Mistrzyń,
  - Ligi Mistrzów,
  - Pucharu CEV kobiet,
  - Pucharu CEV mężczyzn,
  - Pucharu Challenge kobiet,
  - Pucharu Challenge mężczyzn,
  - Super Puchar Europy mężczyzn,
- reprezentacyjnym:
  - eliminacji oraz turniejów finałowych Mistrzostw Europy wszystkich kategorii wiekowych,
  - Ligi Europejskiej,
  - eliminacji mistrzostw świata wszystkich kategorii wiekowych

CEV odpowiada również za organizowanie wszelkich europejskich rozgrywek w siatkówce plażowej.

## Strefy[1]
Niektóre z federacji piłki siatkowej 56. europejskich państw zostały podzielone na 4 strefy:
| Obszar Europy    | Nazwa organizacji                            | Liczba państw |
| ---------------- | -------------------------------------------- | ------------- |
| Bałkany          | Balkan Volleyball Association                | 11            |
| Europa Środkowa  | Middle European Volleyball Zonal Association | 6             |
| Europa Północna  | North European Volleyball Zonal Association  | 7             |
| Europa Wschodnia | East European Volleyball Zonal Association   | 8             |

## Członkowie[2]
| Lp. | Skrót | Reprezentacja        | Oficjalna nazwa krajowego związku piłki siatkowej                                      | Rok  | Strefa           |
| --- | ----- | -------------------- | -------------------------------------------------------------------------------------- | ---- | ---------------- |
| 1.  | ALB   | Albania              | Federata Shqiptare e Volejbollit                                                       | 1949 | Bałkany          |
| 2.  | AND   | Andora               | Federació Andorrana de Voleibol                                                        | 1987 |                  |
| 3.  | ARM   | Armenia              | Hayastani Voleyboli Federats’ia (Հայաստանի վոլեյբոլի ֆեդերացիա)                        | 1992 |                  |
| 4.  | AUT   | Austria              | Österreichischer Volleyball Verband                                                    | 1953 | Europa Środkowa  |
| 5.  | AZE   | Azerbejdżan          | Azərbaycan Voleybol Federasiyası                                                       | 1992 | Europa Wschodnia |
| 6.  | BEL   | Belgia               | Fédération Royale Belge de Volleyball                                                  | 1992 |                  |
| 7.  | BIH   | Bośnia i Hercegowina | Odbojkaški savez Bosne i Hercegovine                                                   | 1947 | Bałkany          |
| 8.  | BLR   | Białoruś             | Biełorusskaja Federacija Wolejbola (Белорусская Федерация Волейбола)                   | 1992 | Europa Wschodnia |
| 9.  | BUL   | Bułgaria             | Byłgarska Federacija po Wolejbol (Българска Федерация по Волейбол)                     | 1949 | Bałkany          |
| 10. | CRO   | Chorwacja            | Hrvatski Odbojkaški Savez                                                              | 1992 | Europa Środkowa  |
| 11. | CYP   | Cypr                 | Kypriaki Omospondia Petosfairisis (Kυπριακή Oμοσπονδία Πετοσφαίρισης)                  | 1980 |                  |
| 12. | CZE   | Czechy               | Český volejbalový svaz                                                                 | 1947 | Europa Środkowa  |
| 13. | DEN   | Dania                | Dansk Volleyball Forbund                                                               | 1955 | Europa Północna  |
| 14. | ENG   | Anglia               | Volleyball England                                                                     | 1964 |                  |
| 15. | ESP   | Hiszpania            | Real Federación Española de Voleibol                                                   | 1953 |                  |
| 16. | EST   | Estonia              | Eesti Võrkpalli Liit                                                                   | 1992 | Europa Wschodnia |
| 17. | FER   | Wyspy Owcze          | Flogbóltssamband Føroya                                                                | 1978 | Europa Północna  |
| 18. | FIN   | Finlandia            | Suomen Lentopalloliitto F. Y.                                                          | 1957 | Europa Północna  |
| 19. | FRA   | Francja              | Fédération Française de Volleyball                                                     | 1947 |                  |
| 20. | GEO   | Gruzja               | Sakartvelos Prenburtis Erovnuli Pederatsia (საქართველოს ფრენბურთის ეროვნული ფედერაცია) | 1992 |                  |
| 21. | GER   | Niemcy               | Deutscher Volleyball Verband                                                           | 1957 |                  |
| 22. | GIB   | Gibraltar            | Gibraltar Volleyball Association                                                       | 1984 |                  |
| 23. | GRE   | Grecja               | Elliniki Omospondia Petosferiseos (Ελληνική Ομοσπονδία Πετοσφαίρισης)                  | 1951 | Bałkany          |
| 24. | GRL   | Grenlandia           | Kalaallit Nunaanni Volleyballertartut Kattuffiat                                       | 1998 | Europa Północna  |
| 25. | HUN   | Węgry                | Magyar Röplabda Szövetség                                                              | 1947 | Europa Środkowa  |
| 26. | IRL   | Irlandia             | Volleyball Association of Ireland                                                      | 1982 |                  |
| 27. | ISL   | Islandia             | Blaksamband Íslands                                                                    | 1974 | Europa Północna  |
| 28. | ISR   | Izrael               | Igud HaKadur'af BeIsrael                                                               | 1953 |                  |
| 29. | ITA   | Włochy               | Federazione Italiana Pallavolo                                                         | 1947 |                  |
| 30. | KOS   | Kosowo               | Federata e Volejbollit e Kosovës                                                       | 2016 | Bałkany          |
| 31. | LAT   | Łotwa                | Latvijas Volejbola Federācija                                                          | 1992 | Europa Wschodnia |
| 32. | LIE   | Liechtenstein        | Liechtensteiner Volleyball Verband                                                     | 1978 |                  |
| 33. | LTU   | Litwa                | Lietuvos Tinklinio Federacija                                                          | 1992 | Europa Wschodnia |
| 34. | LUX   | Luksemburg           | Fédération Luxembourgeoise de Volleyball                                               | 1951 |                  |
| 35. | MKD   | Macedonia Północna   | Odbojkarska Federacija Na Makedonija (Одбојкарска федерација на Македонија)            | 1993 | Bałkany          |
| 36. | MLD   | Mołdawia             | Federația de Volei din Republica Moldova                                               | 1992 | Bałkany          |
| 37. | MLT   | Malta                | Malta Volleyball Association                                                           | 1984 |                  |
| 38. | MNE   | Czarnogóra           | Odbojkaški Savez Crne Gore                                                             | 2006 | Bałkany          |
| 39. | MON   | Monako               | Fédération Monegasque de Volleyball                                                    | 1988 |                  |
| 40. | NED   | Holandia             | Nederlandse Volleybal Bond                                                             | 1947 |                  |
| 41. | NIR   | Irlandia Północna    | Northern Ireland Volleyball Association                                                | 1982 |                  |
| 42. | NOR   | Norwegia             | Norges Volleyballforbund                                                               | 1949 | Europa Północna  |
| 43. | POL   | Polska               | Polski Związek Piłki Siatkowej                                                         | 1947 | Europa Wschodnia |
| 44. | POR   | Portugalia           | Federação Portuguesa de Voleibol                                                       | 1947 |                  |
| 45. | ROU   | Rumunia              | Federația Română de Volei                                                              | 1947 | Bałkany          |
| 46. | RUS   | Rosja                | Wsierossijskaja Fiedieracija Wolejbola (Всероссийская федерация волейбола)             | 1992 | Europa Wschodnia |
| 47. | SCO   | Szkocja              | Scottish Volleyball Association                                                        | 1970 |                  |
| 48. | SLO   | Słowenia             | Odbojkarska Zveza Slovenije                                                            | 1992 | Europa Środkowa  |
| 49. | SMR   | San Marino           | Federazione Sammarinese Pallavolo                                                      | 1987 |                  |
| 50. | SRB   | Serbia               | Odbojkaški Savez Srbije (Одбојкашки Савез Србије)                                      | 1947 | Bałkany          |
| 51. | SUI   | Szwajcaria           | Swiss Volley                                                                           | 1957 |                  |
| 52. | SVK   | Słowacja             | Slovenská Volejbalová Federácia                                                        | 1993 | Europa Środkowa  |
| 53. | SWE   | Szwecja              | Svenska Volleybollförbundet                                                            | 1961 | Europa Północna  |
| 54. | TUR   | Turcja               | Türkiye Voleybol Federasyonu                                                           | 1949 | Bałkany          |
| 55. | UKR   | Ukraina              | Federacija Wołejbołu Ukrajiny (Федерація Волейболу України)                            | 1992 | Europa Wschodnia |
| 56. | WAL   | Walia                | Welsh Volleyball Association                                                           | 1989 |                  |

## Prezydenci[3]
- 1973-1978 Giancarlo Giannozzi
- 1978-1979 Vahit Çolakoğlu
- 1979-1983 Georges Boudry
- 1983-1987 Dušan Prieložný
- 1987-1993 Piet de Bruin
- 1993-1995 Michalis Mastrandreas
- 1995-2001 Rolf Andresen
- 2001-2015 André Meyer
- 2015-2024 Aleksandar Boričić
- 2024-         Roko Sikirić